# Ромео Лавија
Ромео Лавија (фр. Roméo Lavia; 6. јануар 2004) јесте белгијски фудбалер који тренутно наступа за енглески фудбалски клуб Челси. Игра на позицији везног играча.

## Каријера
Лавија је производ белгијског клуба Андерлехт. Са осам година је већ почео да тренира фудбал у њиховом омладинском клубу.
На локалном међународном омладинском турниру за играче до 15 година, први пут га је приметио Пеп Гвардиола.
Са шеснаест година, Лавија је отишао из Андерлехта у Манчестер сити у лето 2020. и потписао свој први професионални уговор. Придружио се екипи до 18 година где се брзо истакао. У новембру те године, након само једанаест наступа, Лавија је напредовао у тим до 23 година. Заједно са тимом, Лавија је у априлу 2021. освојио првенство Премијер лиге 2 и изабран је за играча сезоне.
Од лета 2021. Лавија је почео да тренира са првим тимом. Изабран је у тим који ће играти УЕФА Лигу шампиона 2021–22. Свој професионални деби имао је са седамнаест година 21. септембра 2021, у трећем колу ЕФЛ купа 2021–22 против Викомб Вондерерса, где је добио жути картон.
Дана 6. јула 2022, придружио се Саутемптону и потписао петогодишњи уговор. Такође је објављено да су услови уговора укључивали клаузулу о откупу од 40 милиона фунти и клаузулу о продаји од 20% за Манчестер сити.
Дана 6. августа 2022, Лавија је дебитовао у поразу од Тотенхем Хотспура резултатом 4–1. Свој први гол постигао је 30. августа 2022. у победи над Челсијем резултатом 2:1, поставши први играч рођен 2004. који је постигао гол у Премијер лиги.
Августа 2023. Лавија је потписао седмогодишњи уговор за Челси, за почетне накнаде од 53 милиона фунти плус додаци. Лавија је одбио понуду Ливерпула, пошто је наводно сматрао да га клуб није сматрао приоритетним потписом, већ „другим избором”. Пре него што је изједначио понуду Челсија, Ливерпул је поднео три понуде за играча, али их је Саутемптон одбио пошто нису достигли процену играча.
Лавија је заостајао за својим саиграчима у погледу кондиције, пошто је менаџер Маурисио Почетино изјавио да је везисти „потребно неколико недеља да буде спреман да буде укључен у тим“. Међутим, почетком септембра, повреда мишића спречила је Лавиу да дебитује за клуб. Док се опорављао, Лавија је задобио још једну повреду скочног зглоба због чега је био ван терена неколико недеља. Дебитовао је за клуб тек децембра 2023. године у утакмици против Кристал Паласа. Уследила је још једна повреда мишића па је утврђено да ће пропустити целу сезону.

## Репрезентација
Дана 17. марта 2023. добио је први позив у сениорску репрезентацију Белгије од стране селектора Доменика Тедеска, за квалификациону утакмицу УЕФА за Европско првенство 2024. против Шведске и пријатељску утакмицу против Немачке. Лавија је 28. марта дебитовао за Белгију као замена у победи против Немачке резултатом 3–2.